# What Happened to the Heart?
Albums de Aurora
The Gods We Can Touch
(2022)
Singles
1. Your Blood
Sortie : 8 novembre 2023
2. The Conflict Of The Mind
Sortie : 18 janvier 2024
3. Some Type of Skin
Sortie : 20 mars 2024
4. Starvation
Sortie : 7 juin 2024

What Happened to the Heart? (litt. « Qu’est-il arrivé au Cœur ? ») est le cinquième album studio de l'auteure-compositrice-interprète et productrice de disques norvégienne Aurora. Il est sorti le 7 juin 2024 sur les labels Decca, Glassnote et Petroleum Records. Pour cet album écrit et enregistré en Norvège, en Allemagne, au Royaume-Uni et aux États-Unis, Aurora a travaillé avec Ane Brun, Matias Tellez, Tom Rowlands, Chris Greatti, Dave Hamelin et Magnus Skylstad sur sa production.
Aurora a commencé à travailler sur What Happened to the Heart? durant la tournée mondiale de son précédent album, The Gods We Can Touch, et a conçu l'album comme un « processus cathartique ». Il a été précédé par la sortie de trois singles, Your Blood, The Conflict of the Mind et Some Type of Skin, ainsi que du single promotionnel To Be Alright. Le titre Starvation, cinquième single, est sorti en parallèle à l'album. Pour promouvoir l'album, Aurora a prévu une tournée de concerts, européenne et américaine, entre 2024 et 2025.

## Contexte et conception
En avril 2022, Aurora a lu une lettre co-écrite par des militants indigènes intitulée « We Are the Earth » (litt. « Nous sommes la Terre »), qui, selon le magazine The Line of Best Fit, « a changé sa vie ». La lettre appelait à une révolution : une réponse collective au réchauffement climatique. Ils ont décrit la planète comme « le cœur qui palpite en nous », une déclaration qui a conduit Aurora à créer le titre et le concept de l'album. Elle a commencé à écrire l'album alors qu'elle était en tournée pour The Gods We Can Touch, son précédent album sorti le 21 Janvier 2022. En janvier 2023, Aurora a confirmé qu'elle était de retour en studio d'enregistrement pour travailler sur « de nombreux bébés ».
What Happened to the Heart? a été annoncé via divers réseaux sociaux le 28 mars 2024. Elle a qualifié cet album de projet le plus personnel et le plus cathartique de sa carrière. Dans un communiqué de presse, elle a ajouté : « Bien que sa fonction précise et son anatomie ne soient pas clairement comprises, le cœur était considéré comme le centre de l'âme ; de l'intuition ; de l'émotion et de l'intention. Jusqu'à ce que nous décidions qu'il s'agissait de qualifications de l'esprit. L'émotion est dominée par la logique. Et avec un monde tellement corrompu par l'argent, le pouvoir et l'égoïsme, vous ne pouvez vous empêcher de vous demander : qu'est-il arrivé au cœur ? ». Interviewée par NME, la chanteuse a déclaré que le titre de l'album est « la question la plus importante, la plus noble et la plus morne que je me sois posée en toute une vie ».

## Enregistrement et production
What Happened to the Heart? a été enregistré et produit en Norvège, en Allemagne, à Londres et à Los Angeles. Aurora a travaillé avec un proche collaborateur qu'est Magnus Skylstad, aux côtés des musiciens Ane Brun, Matias Tellez, Tom Rowlands des Chemical Brothers, Chris Greatti et Dave Hamelin.

## Composition
Aurora a déclaré que le son de l'album diffère des chansons précédemment publiées. Sur Some Type of Skin, elle « perfectionne » un son pop alternatif à sa façon, et introduit de la synth-pop et des éléments d'electropop.

## Promotion

### Singles
What Happened to the Heart? a été précédé de la sortie de trois singles. La chanson Your Blood est sortie le 8 novembre 2023 en tant que premier single de l'album. Il s'agissait de la première création musicale solo d'Aurora depuis The Gods We Can Touch en 2022. Le deuxième single, intitulé The Conflict of the Mind, est sorti le 18 janvier 2024 avec un clip co-réalisé par Aurora aux côtés de Kaveh Nabatian de The Barr Brothers. Some Type of Skin est sorti comme troisième single du disque le 20 mars 2024. Elle l'a interprété pour la première fois lors d'un spectacle intimiste au London's Lafayette. Le premier single promotionnel, To Be Alright, est sorti numériquement le 31 mai. Starvation a été diffusé à la radio aux côtés de l'album en tant que cinquième single.

### Tournée
Pour promouvoir l'album, Aurora entamera sa sixième tournée de concerts, intitulée What Happened to the Earth?, entre 2024 et 2025. La tournée a été annoncée en même temps que l'album, le 28 mars 2024. La première étape comprend des dates dans des villes européennes, dont l'Olympia à Paris et le Royal Albert Hall à Londres. La vente générale de la tournée a débuté le 5 avril 2024 ; les personnes qui ont précommandé l'album ont reçu un lien exclusif de prévente de billets deux jours à l'avance,. La deuxième partie annoncée de la tournée, avec des dates dans toute l'Amérique du Nord, a été révélée sur les comptes de médias sociaux et sur le site officiel d'Aurora le 14 mai 2024. La troisième partie de What Happened to the Earth?, annoncée le 27 mai, comprendra des dates sud-américaines. La dernière étape annoncée de la tournée passera également par l'Europe, en 2025 ; les billets seront mis en vente le 12 juin 2024.

## Réception critique
What Happened to the Heart? a été salué immédiatement par la critique dès sa sortie. Lauren Shirreff du Daily Telegraph a écrit : « Compte tenu des sentiments autodestructeurs de peur, de dissociation et de colère, l'album est un voyage vers la guérison personnelle, se terminant par la douce chanson Invisible Wounds, qui évoque l'image d'Aurora soignant ses blessures, recousant son cœur. Si seulement la terre pouvait faire de même ». Otis Robinson de DIY écrit que « De nature monolithique, la construction du monde sur What Happened to the Heart? fait apparaître un cœur sanglant – à la fois pour lui-même et pour la terre – ravissant et insondable, guérissant ». 

## Liste des pistes
Toutes les chansons sont écrites et composées par Aurora.
| What Happened To The Heart? | What Happened To The Heart?   | What Happened To The Heart?                       | What Happened To The Heart? | What Happened To The Heart? | What Happened To The Heart? | What Happened To The Heart? | What Happened To The Heart? | What Happened To The Heart? | What Happened To The Heart? |
| No                          | Titre                         | Auteur                                            | Durée                       |                             |                             |                             |                             |                             |                             |
| --------------------------- | ----------------------------- | ------------------------------------------------- | --------------------------- | --------------------------- | --------------------------- | --------------------------- | --------------------------- | --------------------------- | --------------------------- |
| 1.                          | Echo Of My Shadow             | Aurora Aksnes, Matias Tellez                      | 4:05                        |                             |                             |                             |                             |                             |                             |
| 2.                          | To Be Alright                 | Aurora Aksnes, Matias Tellez                      | 4:06                        |                             |                             |                             |                             |                             |                             |
| 3.                          | Your Blood                    | Aurora Aksnes, Chris Greatti                      | 4:07                        |                             |                             |                             |                             |                             |                             |
| 4.                          | The Conflict Of The Mind      | Aurora Aksnes, Chris Greatti                      | 4:15                        |                             |                             |                             |                             |                             |                             |
| 5.                          | Some Type Of Skin             | Aurora Aksnes, Chris Greatti                      | 3:11                        |                             |                             |                             |                             |                             |                             |
| 6.                          | The Essence                   | Aurora Aksnes, Nicolas Rebscher, Michelle Leonard | 3:10                        |                             |                             |                             |                             |                             |                             |
| 7.                          | Earthly Delights              | Aurora Aksnes, Matias Tellez                      | 3:21                        |                             |                             |                             |                             |                             |                             |
| 8.                          | When The Dark Dresses Lightly | Aurora Aksnes, Nicolas Rebscher, Michelle Leonard | 3:35                        |                             |                             |                             |                             |                             |                             |
| 9.                          | A Soul with No King           | Aurora Aksnes, Fredrik Svabø                      | 4:24                        |                             |                             |                             |                             |                             |                             |
| 10.                         | Dreams                        | Aurora Aksnes                                     | 4:24                        |                             |                             |                             |                             |                             |                             |
| 11.                         | My Name (avec Ane Brun)       | Aurora Aksnes, Ane Brun, Magnus Skylstad          | 3:20                        |                             |                             |                             |                             |                             |                             |
| 12.                         | Do You Feel?                  | Aurora Aksnes, Magnus Skylstad                    | 3:02                        |                             |                             |                             |                             |                             |                             |
| 13.                         | Starvation                    | Aurora Aksnes, Nicolas Rebscher, Michelle Leonard | 3:28                        |                             |                             |                             |                             |                             |                             |
| 14.                         | The Blade                     | Aurora Aksnes, Nicolas Rebscher, Michelle Leonard | 4:33                        |                             |                             |                             |                             |                             |                             |
| 15.                         | My Body Is Not Mine           | Aurora Aksnes, Tom Rowlands                       | 4:01                        |                             |                             |                             |                             |                             |                             |
| 16.                         | Invisible Wounds              | Aurora Aksnes, Matias Tellez                      | 4:59                        |                             |                             |                             |                             |                             |                             |
| 62:01                       |                               |                                                   |                             |                             |                             |                             |                             |                             |                             |

## Historique des versions
| Région  | Date        | Format(s)             | Label                       | Ref. |
| ------- | ----------- | --------------------- | --------------------------- | ---- |
| Variées | 7 juin 2024 | CD, Vinyle, Streaming | Decca, Glassnote, Petroleum |      |